# 순백의 소리
《순백의 소리》(ましろのおと)는 라가와 마리모가 원작한 일본의 만화이다. 주간 소년 매거진(코단샤)에서 2010년 1월호에 단편이 게재된 후, 동년 5월호부터 연재화되어 발간 중.

## 줄거리
16살의 츠가루 샤미센 연주자 사와무라 세츠. 샤미센의 스승이었던 할아버지가 돌아가신 후, 자신의 소리를 찾기 위해 홀로 상경한다.